# Nick Pope
Nicholas David Pope (født d. 19. april 1992) er en engelsk professionel fodboldspiller, som spiller for Premier League-klubben Newcastle United og Englands landshold.

## Klubkarriere

### Bury Town
Efter at have blive frisat fra Ipswich Towns ungdomsakademi, begyndte Pope sin karriere med den semi-professionelle klub Bury Town.

### Charlton Athletic
Efter at have imponeret i en prøvetræning med Charlton Athletic, fik Pope i 2011 sin første professionelle kontrakt med klubben. Pope gjorde sin debut for Charlton i maj 2013. Han skulle vendte til 2015-16 sæsonen før han fik chancen som førsteholdsmålmand.

#### Lejeaftaler
Pope havde i løbet af sin tid hos Charlton en lang række lejeaftale til forskellige klubber i de engelske rækker.

### Burnley
Pope skiftede i juli 2016 til Burnley. Pope spillede oprindeligt som reservemålmand bag Tom Heaton, men blev givet sin chance, efter at Heaton led en skulderskade i september 2017, som holdte ham fra at spille i næsten et helt år. Pope tog chancen med begge hænder, og imponerede stort som den nye førstemålmand. Selv efter Heaton var klar igen, beholdte Pope sin plads på holdet. Heaton skiftede fra Burnley til Aston Villa i august 2019, og Popes rolle var hermed sikret.
Pope fortsatte sit gode spil over de næste sæsoner, og blev i 2019-20 inkluderet på årets hold i Premier League.

### Newcastle United
Pope skiftede i juni 2022 til Newcastle United.

## Landsholdskarriere
Pope gjorde sin debut for Englands landshold den 7. juni 2018. Han var del af Englands trup til VM i 2018.